# Быть человеком (фильм, 1973)
«Быть человеком» — советский двухсерийный художественный фильм 1973 года, производственная драма режиссёра Игишева Александра. По мотивам повести Гария Немченко «Здравствуй, Галочкин!».

## Сюжет
Фильм начинается со сцены звонка Михаила Билоуса из телефона-автомата депутату райсовета. В разговоре Билоус сообщает что уезжает и дожидаться пока разберут его дело не будет. На предложения остаться не соглашается и вешает трубку.
На железнодорожном вокзале в Белоруссии проходят торжественные проводы комсомольцев на недавно начавшуюся стройку Мозырского нефтехимического комбината. Главный герой в этот момент прощается на перроне с крестной матерью, которую зовет Васильевной, и объясняет ей причины отъезда. Детство своё и родителей он помнит плохо (мама была санитаркой на фронте) и крестная заменила ему маму.
Далее показано как Михаил прибывает на стройку большого промышленного объекта (Мозырский НПЗ) и ищет штаб. По громкой связи говорится о задачах 24 Съезда Партии (1971 год) и упоминаются достижения бригадира Злобина Николая (пионера бригадного подряда). Пробираясь по стройплощадке Николай знакомится с девушкой Надей, которая провождает его в штаб строительства. Там проходит в этот момент заседание, где Николай заявляет что прибыл по собственной инициативе без комсомольской путевки. Рассказывает, что с предыдущего места работы он ушёл по собственному желанию из-за конфликта с начальством. Один из участников заседания — прораб Петр Середа заявляет что берет его, а характер кандидата ему не помеха. Робкое возражение другого члена — Жуковой остается без внимания.
Из новоприбывших на стройку молодых парней и девушек формируется бригада, руководителем которой назначают Билоуса. В бригаде Николая оказываются также девушка Надя, с которой он познакомился ранее во время поисков штаба, и девушка прораба - Светлана. Но в бригаде собралась не только одна молодежь — в неё попадает один семейный строитель (Буравчик) и пожилой местный житель — Петрович. Деревня Петровича находится около стройки и ходят слухи что она будете снесена.
Бригаде Михаила поручается ответственное задание — постройка здания операторской. Члены бригады кладут кирпичную кладку. В процессе работы бригадир и рабочие постепенно узнают друг друга. Михаил показывает себя инициативным руководителем - добивается дефицитных материалов и улучшает финансовые условия работы членов бригады.
Прораб озвучивает мысли о преобразовании бригады в комплексную. Билоус резок и нетерпим как к подчиненным так и к начальству. Но он не только требует с подчинённых, но и сам усиленно работает, по его собственному выражению, "как бельгийская лошадь" т.е. за четверых.
Прораб Середа в чьем подчинении находится бригада готов к тому, что бригадиры будут совершать не самые правильные поступки, так он советует Михаилу слить тайком лишний бетон, который бригада не успевает израсходовать до конца рабочей смены. Но бригадир отказывается от подобных махинаций.
Небольшие личные трения между Михаилом и амбициозным членом его бригады Борисом Королевым перестают в открытое противостояние. В какой-то момент они пытаются подраться. За нежелание работать после завершения времени смены, чтобы не пропал цементный раствор, Билоус выгоняет Бориса из бригады. Вместе с Борисом Королевым уходит его приятель Зайцев, но потом передумав возвращается в бригаду.
Борис обращается к прорабу и вскоре сам становится бригадиром на той же стройке, а через некоторое время выводит свой коллектив в передовые. В отличие от Билоуса Королев находит общий язык с прорабом Середой и они активно взаимодействуют.
О Королеве начинают говорить по радио, печатают его портрет в газете. Прораб всячески помогает Королеву и создает благоприятные условия, несправедливо забирая ресурсы у других бригад. Обещанную бригаде Билоуса малую механизацию прораб также отдает Королеву.
Билоус после разговора с главным инженером и рассказам о несправедливости прораба получает для бригады новый объект — компрессорную. Об этом он сообщает бывшему детдомовцу Зайцеву (по кличке Заяц), когда навещает его в больнице и проносит ему изготовленный собственноручно костыль. Некоторое время ранее Зайцев упал с высоты на стройке и получил травму. Бригадир ставит ему условие переехать жить к нему, оставив жилье где тот жил с Королевым. Зайцев просил ему принести в больницу книжку "Новые методы строительства" авторства Александра Журавлева.
На стройке проходит собрание, где прораб приводит Королева в пример Билоусу, говоря о том что последний руководит коллективом с помощью таких устаревших методов как "бригадирский окрик" и волюнтаризм. Бригаду же Королева он называет лучшей бригадой и кандидатом на вымпел ЦК ВЛКСМ, которая берет на себя обязательства, а её члены имеют высокий коэффициент трудового участия (КТУ). Не выдержав несправедливой критики Билоус покидает собрание и в запале обижает девушку Надю, которая бежит за ним и хочет поддержать его. После ухода с собрания Билоус возвращается домой только на следующий день. Несправедливо обиженная Надя покидает бригаду Билоуса и переходит в бригаду к его сопернику — Королеву.
Во время работы на компрессорной Билоус своим решением вносит усовершенствование в конструкцию и очередной раз ссорится с прорабом Середой, который требует полного соответствия первичному проекту. Они вместе идут к главному инженеру, который встает на сторону Билоуса и подписывает исправленные документы. Инженер и прораб старые коллеги — уже не первую стройку начинают вместе, но и у инженера накопилось достаточно претензий к приемам Середы в работе. Разговор между ними в кабинете выглядит неоконченным, но как будто речь идет о том что инженер просит прораба уехать, и это уже случается не на первой их совместной стройке.
Желая найти ошибку у Билоуса, прораб Середа осматривает компрессорную и находит за что зацепиться — по ошибке заложили кирпичом окно на втором этаже, через которое должно вноситься в компрессорную оборудование. Сотрудница техотдела Жукова сообщает об этом Билоусу через члена бригады Петровича и просит с ней встретиться посреди ночи. На встрече она предлагает помочь и сказать, что сама не передала нужный чертеж Билоусу, но он отвергает предложение. Той же ночью он поднимает с кровати Андрея Буравчика и они идут на стройку. Стоя в корыте для бетона, Билоус разбирает заложенное кирпичом окно.
В эту же ночь для удержания передовых позиций своего коллектива Король (такую кличку бригадир Королев получил на стройке) по совету прораба прибегает к нечистоплотному приему и обманом выводит ночью свою бригаду воровать "ничейный" кирпич из тупика. Эту махинацию замечает Жека — бывший приятель Королева, когда приходит на стройку вслед за бригадиром. Жека сообщает Билоусу, и он сам приходит на место, где воруют кирпич и видит все своими глазами. Там же они сцепляется с Королевым, но затем Билоус уходит. Позже в тупик приходит и Буравчик.
Бригадир вместе с Жекой идут прямо на квартиру к парторгу стройки для разговора. Это недавно прибывший на стройку знакомый Билоуса по прошлому месту работы. Тот, который просил его не уезжать и дождаться окончания разбирательства. В разговоре выясняется, что другой член бригады - Буравчик уже сообщил парторгу о воровстве кирпича Королевым.
Билоус снова приходит к мысли уехать на другую стройку, но парторг останавливает его и отправляет на прием молодежи из училища для работы на стройке.
В итоге Королева решением бригады снимают с поста руководителя и отправляют к парторгу. Парторг Решетников предлагает вопрос о том, останется ли Королев на стройке как рядовой работник, решать его бывшим подчиненным из бригады.
Друзья одеваются празднично в общежитии, Жека Зайцев цитирует стихотворение "Пролог" Евтушенко, Билоус рассказывает что отобрал 50 человек из выпускников училища для работы на стройке. На выходе из общежития они встречают Буравчика также как они одетого в костюм с галстуком и узнают что он имеет медаль «За трудовую доблесть», полученную им за стройку в Братске. Далее компания наблюдает как художник рисует изображение передовика и это уже портрет самого Билоуса. Он просит убрать с портрета "гаврилку" (галстук), но художник не соглашается и тот в ответ срывает свой галстук. Следующей они встречают Ларису - сотрудницу техотдела, которая сообщает Михаилу что Надя уезжает и через 2 часа поезд.
Билоус бежит к трассе, где останавливает водителя Гиви на грузовике, который вместо поездки в карьер везет Билоуса на вокзал. На вокзале он встречает около поезда бывшего прораба стройки Середу, который уезжает на стройку гигантской свинофермы. Середа в примирительном тоне зовет его с собой, но Михаил со злой иронией говорит, что он его уже там не застанет, скорее всего. В другом вагоне он находит Надю и с трудом объясняется с ней, предлагая жить вместе. В финальных кадрах фильма он и Надя стоят обнявшись на перроне на фоне уходящего поезда.
Одна из второстепенных сюжетных линий фильма показывает, что сотрудница техотдела Жукова (актриса Зоя Недбай) демонстрирует свое неравнодушие к главному герою — Николаю, но развития это чувство не получает, а потом и вовсе у неё в фильме появляется спутник. Роль Жуковой исполнила супруга актёра, сыгравшего бригадира Билоуса (Николай Сектименко).

## Съемки
В титрах упоминается Концертно-эстрадный оркестр Белорусского телевидения и радио и его дирижёр Б. Райский.
В фильме использована баллада Валентина Бадьярова «Воспоминания о детстве».
Участники съемок не упомянутые в карточке статьи:
- Оператор-постановщик — В. Николаев;
- Художник-постановщик — В. Кубарев;
- Второй режиссёр — А. Лейзенберг;
- Звукооператор — В. Устименко;
- Грим — С. Михлина;
- Оператор — Л. Пекарский;
- Монтаж — В. Коляденко;
- Редактор — Е. Ростиков;
- Директор картины — И. Леоненко;
- Ассистенты режиссёра: — Е. Пекарская и А. Чекменев;
- Ассистенты оператора: — В. Агранович и С. Фомин.

## Книга
Сценарий фильма «Быть человеком» создан новосибирским журналистом и писателем из Академгородка,,, Борисом Григорьевичем Половниковым (1937-1996) по мотивам повести Гария Немченко «Здравствуй, Галочкин!».
Книга Немченко «Здравствуй, Галочкин!» вышла первоначально в 1964 году, когда он жил на Кузбассе и работал в многотиражной газете «Металлургстрой» на строительстве Запсиба.
В романе описывается молодой строитель Михаил Галочкин. Он сирота, детдомовец, – фамилию ему дали по имени воспитательницы, которая погибла, своим телом закрыв его от пуль. Галочкин честен и справедлив. Он требователен к себе и ничего не спускает другим. В результате возникают конфликты с начальством и с товарищами. Также он ссорится и с любимой девушкой.

## В ролях
- Николай Сектименко — Михаил Билоус, прораб
- Борис Владомирский — Петр Богданович Середа, прораб
- Юрий Каморный — Борис Королев, первоначально член бригады Билоуса, затем бригадир
- Нина Зоткина — Надя, возлюбленная Билоуса, член его бригады
- Наталия Санько — Валька, подруга Нади, также влюблена в Билоуса
- Любовь Румянцева — Света, член бригады Билоуса и возлюбленная прораба Середы
- Сергей Проханов — Жека по прозвищу "Заяц", член бригады Билоуса, бывший друг Королева
- Анатолий Луцевич — Андрей Буравчик, семейный и рассудительный мужчина, член бригады Билоуса
- Константин Веремейчик — пожилой местный житель Петрович, член бригады Билоуса
- Александр Владомирский — очкарик
- Александр Ивановский — Федя, спортсмен, член бригады Билоуса
- Зоя Недбай — Лариса Александровна Жукова, сотрудница техотдела и член комитета комсомола стройки, нераводушна в Билоусу
- Георгий Куликов — Степан Андреевич Рублев, главный инженер на строительстве
- Виктор Тарасов — Георгий Миронович Решетников, депутат райсовета, парторг
- В. Цаава — Гиви, шофёр
- Геннадий Овсянников — художник, рисующий портрет передовика
- Н. Власенко — эпизод
- Л. Рентель — эпизод
- Мария Зинкевич — эпизод
- Л. Игишева — эпизод
- Вячеслав Кубарев — строитель из бригады крановщиков
- Игорь Тозик — Михаил Билоус в детстве
- Виталий Базин — Володя, комсорг стройки (нет в титрах)
- Владимир Кремена — строитель (нет в титрах)
- Валерий Дайнеко — эпизод (нет в титрах)
- Валерий Раинчик — эпизод (нет в титрах)